# Televés
A Televés é uma empresa espanhola que se dedica à conceção, fabrico e comercialização de equipamentos de telecomunicações para edifícios e habitações. A sua especialidade histórica é a receção e distribuição de sinais de rádio-televisão. As origens da empresa estão ligadas ao nascimento da televisão em Espanha. De facto, a Televés foi fundada em 1958 como uma pequena oficina de fabrico de antenas. Os seus fundadores foram Ricardo Bescansa, Amador Beiras e Domingo Carrascal. A sede da empresa situa-se em Santiago de Compostela.
Atualmente, embora mantendo como atividade principal o fabrico de equipamentos para a receção, distribuição e análise de sinais de rádio e televisão, a empresa diversificou a sua atividade para negócios como a iluminação profissional com tecnologia LED, serviços audiovisuais através de redes de fibra ótica e sem fios para hotéis e edifícios (sector Hospitality), redes de transporte ótico xWDM de alta capacidade e baixa latência e soluções tecnológicas para o sector social e da saúde.
A Televés é líder de uma multinacional que reúne cerca de vinte empresas, com 11 filiais internacionais em Portugal, França, Reino Unido, Itália, Alemanha, Polónia, Escandinávia, Rússia, Estados Unidos, China e Emirados Árabes Unidos. Através de uma extensa rede de distribuidores, a empresa entrega os seus produtos em mais de 100 países nos cinco continentes. Em 2021, registou vendas de 212 milhões de euros, com mais de 800 funcionários.
Desde 1995, é membro do DVB, um consórcio internacional de empresas que promove normas tecnológicas para a televisão digital.

## O modelo de negócio
Com quase 60 anos de experiência, a Televés lançou mais de 1500 produtos diferentes, um feito que a empresa associa a uma profunda vocação de fabrico. Dispõe dos seus próprios laboratórios de certificação e controlo de qualidade e, em 2017, lançou o seu projeto de adaptação ao modelo de fábrica inteligente ou Indústria 4.0.
Como fabricante de equipamentos para a receção e distribuição do sinal de televisão, a Televés desempenhou um papel importante no chamado switch-off analógico, ou seja, no processo de transição da televisão analógica para a televisão digital terrestre (TDT), tanto em Espanha como noutros países europeus.
No imaginário coletivo, a marca Televés está intimamente ligada às antenas parabólicas pintadas com a cor laranja caraterística da empresa, que corresponde ao Pantone 137 ou RAL 1007. Neste sentido, a Televés foi a primeira empresa espanhola a obter uma marca de cor, sendo a utilizadora exclusiva desta cor nas antenas terrestres (Marca nº 4.025.913). Em julho de 2013, uma destas antenas passou a fazer parte da coleção do Museu Nacional de Ciência e Tecnologia, na sua sede na Corunha, como exemplo de desenvolvimento tecnológico que teve um impacto real na vida dos cidadãos.
Em 2014, a Televés entrou no sector dos Serviços Sociais e de Saúde, desenvolvendo soluções próprias para a assistência a idosos e pessoas dependentes e um projeto de desenvolvimento da sala inteligente para o Serviço Galego de Saúde (Sergas).

### Empresas da Televés Corporación:
- Televés International Subsidiaries. Conta com onze filiais em Portugal, França, Reino Unido, Itália, Alemanha, Polónia,[6] Rússia, Estados Unidos,[7] China e Emirados Árabes Unidos. Através desta rede e de acordos com distribuidores, a Corporação fornece os seus produtos a mais de 80 países.

Em 2014, a Corporação Televés registou um volume de negócios de 150 milhões de euros, com 720 empregados e um investimento em investigação e desenvolvimento (I&D) de seis milhões de euros.

## Marcos históricos
Ao longo da sua história, a Televés lançou mais de 1.500 produtos e registou 50 patentes válidas internacionalmente. Estes são alguns dos marcos da sua história:
- 1983. Primeira empresa do sector na Europa a utilizar a tecnologia SMD (Surface Mount Technology).[9]
- 2014. Primeira empresa do sector na Europa a utilizar componentes electrónicos DIE (componentes electrónicos sem encapsulamento).[10]